# Liste der Singles in den Billboard-Charts (1946)
Die Liste der Billboard-Chartsongs (1946) ist eine vollständige Liste der Songs, die sich im Kalenderjahr 1946 in den von Billboard veröffentlichten Charts der USA platzieren konnten.
Bei der Aufstellung ist zu beachten, dass sich in den Billboard-Charts A- und B-Seite eines Tonträgers auch einzeln platzieren konnten; in diesem Fall werden sie in dieser Liste entsprechend separat aufgeführt. Die Angaben zur Anzahl der Wochen sowie der Bestplatzierung entsprechen dem Zeitrahmen des jeweiligen Kalenderjahres und bilden somit nur eine Teilstatistik ab. In diesem Jahr platzierten sich insgesamt 83 Songs.

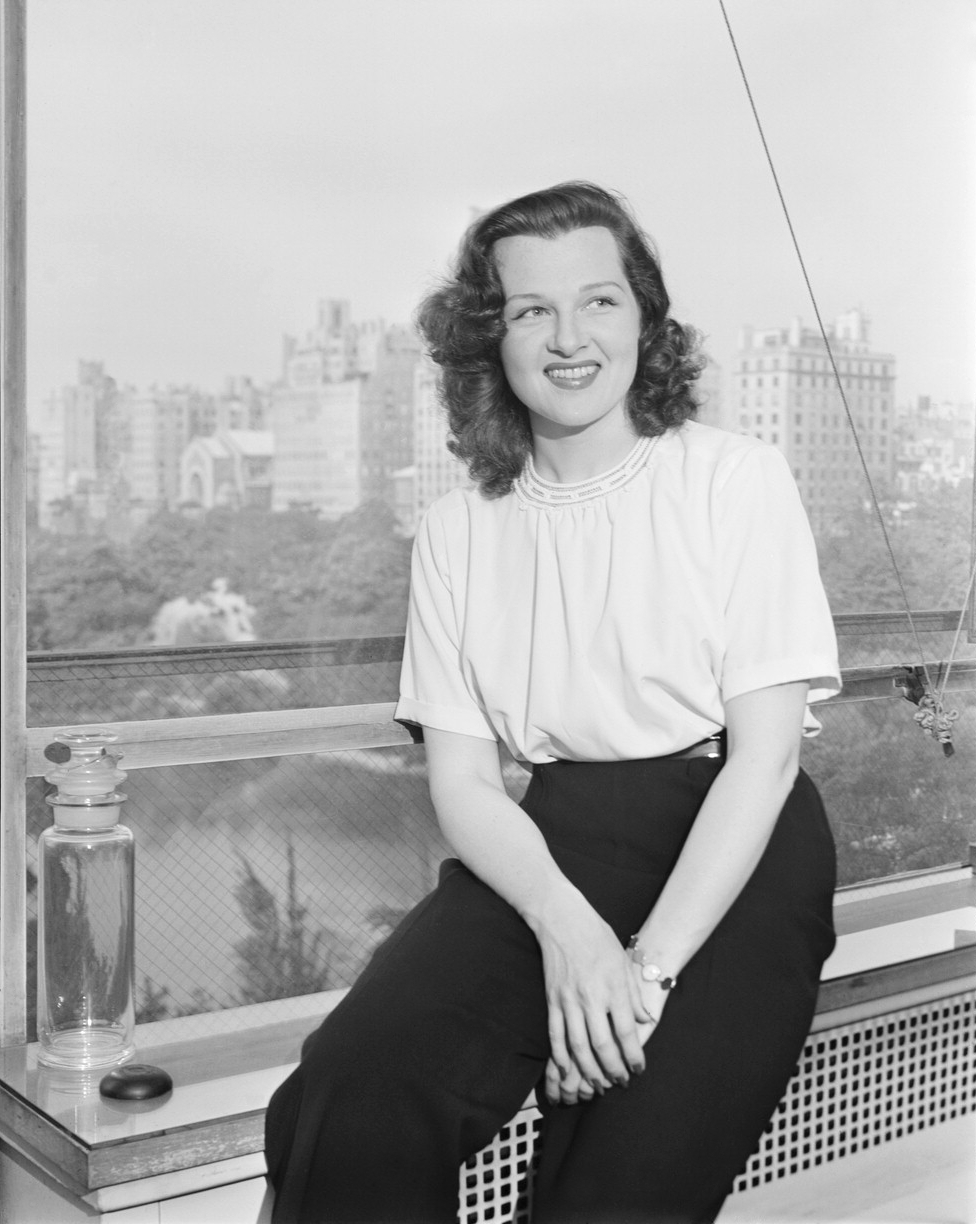
Jo Stafford, ca. Juli 1946.
Fotografie von William P. Gottlieb

Die Nachkriegsära begann in der populären Musik zunächst als eine Fortsetzung der Periode, die vor ihr lag, doch es dauerte nicht lang, bis Veränderungen eintraten; so hatte die Swingära schon beim Eintritt der Vereinigten Staaten in den Zweiten Weltkrieg ihren Zenit überschritten, und Sänger, die vorher in den großen Orchestern dieser Ära Vokalisten waren, erlebten nun Erfolge als Solisten, wie Frank Sinatra, Doris Day, Anita O’Day und andere. Viele der populärsten Sings dieser Zeit hatten ihren Ursprung am New Yorker Broadway.
Die Musikindustrie der Nachkriegsära promotete gezielt neben den (ehemaligen) Bandsängern junge Vokalisten und Gesangsquartette wie Nat „King“ Cole und sein Trio, The Four Aces, The Four Freshmen, The Four Lads und andere. „Sänger und Gruppen konnten weiß oder schwarz sein, auch wenn die meiste weiß waren“. Ein Teil der allgemeinen populären Musikszene, der an seinen Rändern noch existierte, waren verschiedene Spezialgruppen, die zum Beispiel Jazz mochten oder Dixieland oder progressive Musik. Mit der Globalisierung der US-amerikanischen Plattenindustrie während des Kalten Krieges wurde um 1946 auch die Grundlage für den Mainstream der populären Musik gelegt, bekannt in Form des Easy Listening und des Traditionellen Pop mit Künstlern wie Les Brown/Doris Day (Day by Day), Frankie Carle (Rumors Are Flying), Perry Como (Prisoner of Love), Eddy Howard (To Each His Own), Peggy Lee (It’s a Good Day), Frank Sinatra (Five Minutes More) und Jo Stafford (The Things We Did Last Summer).
„Die Lieder des Landes begannen, das Gefühl der Erleichterung zu reflektieren, das mit dem Kriegsende und der Liebe einherging, die den Patriotismus als Hauptthema der Popmusik ablösten“; dies reflektierten Songs dieser Zeit wie Five Minutes More, Full Moon, Empty Arms, A Gal in Calico, The Gypsy, I Don’t Know Enough About You, The Old Lamplighter, One-zy Two-zy, Personality, Prisoner of Love und Rumors Are Flying.

## Tabelle
| Interpret                                                                                                 | Titel Autor(en) | Charteinstieg         | Wochen | HP | Labelnummer      | Bemerkungen |
| --- | --- | --------------------- | ------ | -- | ---------------- | --- |
| The Andrews Sisters with Eddie Heywood & his Orchestra                                                    | The House of Blue Lights Don Raye, Freddie Slack                                                                      | 28.09.1946 (Juke Box) | 5      | 15 | Decca 23 641     | |
| The Andrews Sisters & Guy Lombardo & his Royal Canadians                                                  | Christmas Island Lyle Moraine                                                                                         | 21.12.1946 (Juke Box) | 1      | 8  | Decca 23 722     | |
| The Andrews Sisters & Guy Lombardo & his Royal Canadians                                                  | Money Is the Root of All Evil (Take It Away, Take It Away, Take It Away) Alex Kramer, Joan Whitney                    | 02.02.1946 (Air)      | 5      | 9  | Decca 23 474     | |
| The Andrews Sisters & Les Paul with Vic Schoen & his Orchestra                                            | Rumors Are Flying Bennie Benjamin, George David Weiss                                                                 | 26.10.1946            | 8      | 6  | Decca 23 656     | Rumors Are Flying war einer der Tophits des Jahrs 1946; in acht Versionen war der Song in den Charts, neben Butterfield von Frankie Carle, Les Paul, Andrew Sisters, Betty Jane Rodes, The Three Suns, Tony Martin und Harry Cool. |
| The Andrews Sisters & Les Paul with Vic Schoen & his Orchestra                                            | Rumors Are Flying Bennie Benjamin, George David Weiss                                                                 | 19.10.1946 (Juke Box) | 10     | 4  | Decca 23 656     | Rumors Are Flying war einer der Tophits des Jahrs 1946; in acht Versionen war der Song in den Charts, neben Butterfield von Frankie Carle, Les Paul, Andrew Sisters, Betty Jane Rodes, The Three Suns, Tony Martin und Harry Cool. |
| The Andrews Sisters & Les Paul with Vic Schoen & his Orchestra                                            | Rumors Are Flying Bennie Benjamin, George David Weiss                                                                 | 26.10.1946 (Air)      | 6      | 7  | Decca 23 656     | Rumors Are Flying war einer der Tophits des Jahrs 1946; in acht Versionen war der Song in den Charts, neben Butterfield von Frankie Carle, Les Paul, Andrew Sisters, Betty Jane Rodes, The Three Suns, Tony Martin und Harry Cool. |
| Charlie Barnet & his Orchestra, Vocal Chorus by Art Robey                                                 | Cement Mixer (Put-Ti, Put-Ti) Slim Gaillard, Lee Ricks                                                                | 08.06.1946 (Juke Box) | 2      | 13 | Decca 18 862     | |
| Count Basie & his Orchestra                                                                               | The Mad Boogie Count Basie, Buster Harding                                                                            | 27.04.1946 (Air)      | 9      | 10 | Columbia 36 946  | |
| Count Basie & his Orchestra, Vocal Chorus by Ann Moore                                                    | Jivin' Joe Jackson Count Basie, C. Kirchner, L. Sprankle                                                              | 26.01.1946 (Air)      | 1      | 12 | Columbia 36 889  | |
| Count Basie & his Orchestra, Vocal Chorus by Jimmy Rushing                                                | Blue Skies Irving Berlin                                                                                              | 14.09.1946 (Air)      | 4      | 8  | Columbia 37 070  | Neuversion des Jazzstandards aus dem Jahr 1926. |
| Tex Beneke with the Glenn Miller Orchestra                                                                | Give Me Five Minutes More Sammy Cahn, Jule Styne                                                                      | 07.09.1946            | 12     | 6  | Victor 20-1922   | Johnny Mercers Version gelangte auf #1 in Your Hit Parade und #5 der Billboard Charts; der Song wurde auch in den Versionen von Tex Beneke, Benny Goodman und Bing Crosby veröffentlicht. |
| Tex Beneke with the Glenn Miller Orchestra                                                                | Give Me Five Minutes More Sammy Cahn, Jule Styne                                                                      | 17.08.1946 (Juke Box) | 18     | 4  | Victor 20-1922   | Johnny Mercers Version gelangte auf #1 in Your Hit Parade und #5 der Billboard Charts; der Song wurde auch in den Versionen von Tex Beneke, Benny Goodman und Bing Crosby veröffentlicht. |
| Tex Beneke with the Glenn Miller Orchestra                                                                | Give Me Five Minutes More Sammy Cahn, Jule Styne                                                                      | 24.08.1946 (Air)      | 11     | 6  | Victor 20-1922   | Johnny Mercers Version gelangte auf #1 in Your Hit Parade und #5 der Billboard Charts; der Song wurde auch in den Versionen von Tex Beneke, Benny Goodman und Bing Crosby veröffentlicht. |
| Tex Beneke with the Glenn Miller Orchestra                                                                | Hey! Ba-Ba-Re-Bop Lionel Hampton, Curley Hamner                                                                       | 25.05.1946            | 9      | 4  | Victor 20-1859   | Der R&B-Song bescherte Lionel Hampton einen Millionenhit, mit dem auch Tex Beneke erfolgreich war. Auch Wynonie Harris nahm den Titel 1946 auf. |
| Tex Beneke with the Glenn Miller Orchestra                                                                | Hey! Ba-Ba-Re-Bop Lionel Hampton, Curley Hamner                                                                       | 01.06.1946 (Juke Box) | 7      | 9  | Victor 20-1859   | Der R&B-Song bescherte Lionel Hampton einen Millionenhit, mit dem auch Tex Beneke erfolgreich war. Auch Wynonie Harris nahm den Titel 1946 auf. |
| Tex Beneke with the Glenn Miller Orchestra                                                                | Hey! Ba-Ba-Re-Bop Lionel Hampton, Curley Hamner                                                                       | 22.06.1946 (Air)      | 4      | 7  | Victor 20-1859   | Der R&B-Song bescherte Lionel Hampton einen Millionenhit, mit dem auch Tex Beneke erfolgreich war. Auch Wynonie Harris nahm den Titel 1946 auf. |
| Tex Beneke with the Glenn Miller Orchestra, Vocal Refrain by Artie Malvin, Lillian Lane & the Crew Chiefs | Cynthia’s In Love Jack Owens, Billy Gish, Earl White                                                                  | 27.07.1946 (Air)      | 1      | 15 | Victor 20-1858   | |
| Tex Beneke with the Glenn Miller Orchestra, Vocal Refrain by Lillian Lane                                 | Passe Eddie DeLange, Carl Sigman, Joseph Meyer                                                                        | 16.11.1946 (Juke Box) | 1      | 18 | Victor 20-1951   | |
| Tex Beneke with the Glenn Miller Orchestra, Vocal Refrain by Lillian Lane                                 | Passe Eddie DeLange, Carl Sigman, Joseph Meyer                                                                        | 19.10.1946 (Air)      | 5      | 9  | Victor 20-1951   | |
| Tex Beneke with the Glenn Miller Orchestra, Vocal Refrain by the Crew Chiefs                              | A Gal in Calico (From the Warner Bros.-Picture "The Time, Place and the Girl") Leo Robin, Arthur Schwartz             | 21.12.1946 (Air)      | 1      | 13 | Victor 20-1991   | Version des Stückes aus der Warner Bros.-Produktion Der Himmel voller Geigen (1945) von David Butler, in dem er von Dennis Morgan, Jack Carson und Martha Vickers präsentiert wurde, wobei Sally Sweetland für letztere den Gesangspart beisteuerte. Der Song wurde 1948 für den Oscar nominiert.                                                                 |
| Tex Beneke with the Glenn Miller Orchestra, Vocal Refrain by the Crew Chiefs                              | I Know John E. Jennings, Theodore Brooks                                                                              | 03.08.1946 (Air)      | 1      | 9  | Victor 20-1914   | |
| Tex Beneke with the Glenn Miller Orchestra, Vocal Refrain by the Crew Chiefs                              | It Couldn’t be True! (Or Could It?) Sylvia Dee, Sidney Lippman                                                        | 01.06.1946 (Air)      | 1      | 12 | Victor 20-1835   | |
| The Benny Goodman Sextet Vocal Chorus by Art Lund                                                         | Don’t Be A Baby, Baby Buddy Kaye, Howard Steiner                                                                      | 25.05.1946 (Air)      | 1      | 11 | Columbia 36 967  | |
| Connee Boswell with Russ Morgan & his Orchestra                                                           | Let It Snow! Let It Snow! Let It Snow! Jule Styne, Sammy Cahn                                                         | 02.02.1946 (Juke Box) | 5      | 9  | Decca 18 741     | Weitere Version des Weihnachtsklassikers von Vaughn Monroe. |
| Lou Bring & his Orchestra, Vocal by Teddy Walters                                                         | Laughing on the Outside (Crying on the Inside) Bernie Wayne, Ben Raleigh                                              | 18.05.1946 (Juke Box) | 2      | 14 | ARA 135          | |
| Les Brown & his Orchestra, Vocal Chorus by Butch Stone                                                    | Doctor, Lawyer, Indian Chief (From "The Stork Club") Paul Francis Webster, Hoagy Carmichael                           | 16.03.1946            | 4      | 6  | Columbia 36 945  | Version des Stückes aus der Paramount-Produktion The Stork Club (1945), in dem ihn Betty Hutton präsentierte. Betty Hutton nahm den Song ebenfalls für Capitol auf, begleitet von Matty Matlock, Eddie Miller, George Van Eps, Jack Ryan, Nick Fatool und dem Paul Weston Orchestra.                                                                              |
| Les Brown & his Orchestra, Vocal Chorus by Butch Stone                                                    | Doctor, Lawyer, Indian Chief (From "The Stork Club") Paul Francis Webster, Hoagy Carmichael                           | 30.03.1946 (Juke Box) | 2      | 14 | Columbia 36 945  | Version des Stückes aus der Paramount-Produktion The Stork Club (1945), in dem ihn Betty Hutton präsentierte. Betty Hutton nahm den Song ebenfalls für Capitol auf, begleitet von Matty Matlock, Eddie Miller, George Van Eps, Jack Ryan, Nick Fatool und dem Paul Weston Orchestra.                                                                              |
| Les Brown & his Orchestra, Vocal Chorus by Butch Stone                                                    | Doctor, Lawyer, Indian Chief (From "The Stork Club") Paul Francis Webster, Hoagy Carmichael                           | 30.03.1946 (Air)      | 1      | 11 | Columbia 36 945  | Version des Stückes aus der Paramount-Produktion The Stork Club (1945), in dem ihn Betty Hutton präsentierte. Betty Hutton nahm den Song ebenfalls für Capitol auf, begleitet von Matty Matlock, Eddie Miller, George Van Eps, Jack Ryan, Nick Fatool und dem Paul Weston Orchestra.                                                                              |
| Les Brown & his Orchestra, Vocal Chorus by Doris Day                                                      | Aren’t You Glad You’re You? Johnny Burke, Jimmy Van Heusen                                                            | 29.12.1945 (Air)      | 2      | 11 | Columbia 36 875  | |
| Les Brown & his Orchestra, Vocal Chorus by Doris Day                                                      | Come to Baby, Do! Inez James, Sidney Miller                                                                           | 19.01.1946 (Air)      | 2      | 12 | Columbia 36 884  | A-Seite von You Won’t Be Satisfied (Until You Break My Heart). |
| Les Brown & his Orchestra, Vocal Chorus by Doris Day                                                      | I Got the Sun in the Morning (From "Annie Get Your Gun") Irving Berlin                                                | 10.08.1946 (Juke Box) | 1      | 13 | Columbia 36 977  | Version des Stückes aus dem Broadway-Musical Annie Get Your Gun (1946) von Irving Berlin, basierend auf der Lebensgeschichte der US-amerikanischen Kunstschützin Annie Oakley (1860-1926). |
| Les Brown & his Orchestra, Vocal Chorus by Doris Day                                                      | I Got the Sun in the Morning (From "Annie Get Your Gun") Irving Berlin                                                | 15.06.1946 (Air)      | 5      | 10 | Columbia 36 977  | Version des Stückes aus dem Broadway-Musical Annie Get Your Gun (1946) von Irving Berlin, basierend auf der Lebensgeschichte der US-amerikanischen Kunstschützin Annie Oakley (1860-1926). |
| Les Brown & his Orchestra, Vocal Chorus by Doris Day                                                      | The Whole World Is Singing My Song Manny Curtis, Vic Mizzy                                                            | 23.11.1946 (Juke Box) | 4      | 9  | Columbia 37 066  | |
| Les Brown & his Orchestra, Vocal Chorus by Doris Day                                                      | The Whole World Is Singing My Song Manny Curtis, Vic Mizzy                                                            | 26.10.1946 (Air)      | 6      | 6  | Columbia 37 066  | |
| Les Brown & his Orchestra, Vocal Chorus by Doris Day                                                      | You Won’t Be Satisfied (Until You Break My Heart) Freddy James, Larry Stock                                           | 23.02.1946            | 9      | 5  | Columbia 36 884  | In drei Versionen war dieser Titel 1946 in den US-Hitlisten verzeichnet, auf Les Brown folgte der Sänger Perry Como im Februar und im April Ella Fitzgerald mit Louis Armstrong. |
| Les Brown & his Orchestra, Vocal Chorus by Doris Day                                                      | You Won’t Be Satisfied (Until You Break My Heart) Freddy James, Larry Stock                                           | 02.02.1946 (Juke Box) | 14     | 2  | Columbia 36 884  | In drei Versionen war dieser Titel 1946 in den US-Hitlisten verzeichnet, auf Les Brown folgte der Sänger Perry Como im Februar und im April Ella Fitzgerald mit Louis Armstrong. |
| Les Brown & his Orchestra, Vocal Chorus by Doris Day                                                      | You Won’t Be Satisfied (Until You Break My Heart) Freddy James, Larry Stock                                           | 02.02.1946 (Air)      | 13     | 4  | Columbia 36 884  | In drei Versionen war dieser Titel 1946 in den US-Hitlisten verzeichnet, auf Les Brown folgte der Sänger Perry Como im Februar und im April Ella Fitzgerald mit Louis Armstrong. |
| Billy Butterfield & his Orchestra, Vocal by Pat O’Connor                                                  | Rumors Are Flying Bennie Benjamin, George David Weiss                                                                 | 02.11.1946            | 1      | 14 | Capitol 282      | |
| Billy Butterfield & his Orchestra, Vocal by Pat O’Connor                                                  | Rumors Are Flying Bennie Benjamin, George David Weiss                                                                 | 26.10.1946 (Air)      | 6      | 6  | Capitol 282      | |
| Frankie Carle & his Orchestra, Vocal Chorus by Marjorie Hughes                                            | I'd Be Lost Without You Sunny Skylar, Don Marcotte                                                                    | 17.08.1946 (Juke Box) | 1      | 14 | Columbia 36 994  | |
| Frankie Carle & his Orchestra, Vocal Chorus by Marjorie Hughes                                            | It’s All Over Now Sunny Skylar, Don Marcotte                                                                          | 07.12.1946 (Juke Box) | 13     | 3  | Columbia 37 146  | |
| Frankie Carle & his Orchestra, Vocal Chorus by Marjorie Hughes                                            | It’s All Over Now Sunny Skylar, Don Marcotte                                                                          | 21.12.1946 (Air)      | 1      | 6  | Columbia 37 146  | |
| Frankie Carle & his Orchestra, Vocal Chorus by Marjorie Hughes                                            | Oh! What It Seemed to Be George David Weiss, Bennie Benjamin, Frankie Carle                                           | 16.02.1946            | 15     | 1  | Columbia 36 892  | in Oh! What It Seemed to Be sang Frankie Carles Tochter Marjorie Hughes. |
| Frankie Carle & his Orchestra, Vocal Chorus by Marjorie Hughes                                            | Oh! What It Seemed to Be George David Weiss, Bennie Benjamin, Frankie Carle                                           | 09.02.1946 (Juke Box) | 20     | 1  | Columbia 36 892  | in Oh! What It Seemed to Be sang Frankie Carles Tochter Marjorie Hughes. |
| Frankie Carle & his Orchestra, Vocal Chorus by Marjorie Hughes                                            | Oh! What It Seemed to Be George David Weiss, Bennie Benjamin, Frankie Carle                                           | 26.01.1946 (Air)      | 17     | 2  | Columbia 36 892  | in Oh! What It Seemed to Be sang Frankie Carles Tochter Marjorie Hughes. |
| Frankie Carle & his Orchestra, Vocal Chorus by Marjorie Hughes                                            | One More Tomorrow (From "One More Tomorrow") Ernesto Lecuona, Eddie DeLange, Josef Myrow                              | 06.07.1946 (Juke Box) | 8      | 10 | Columbia 36 978  | Version des Stückes aus der Warner-Bros.-Produktion One More Tomorrow (1946) von Peter Godfrey. |
| Frankie Carle & his Orchestra, Vocal Chorus by Marjorie Hughes                                            | One More Tomorrow (From "One More Tomorrow") Ernesto Lecuona, Eddie DeLange, Josef Myrow                              | 29.06.1946 (Air)      | 2      | 12 | Columbia 36 978  | Version des Stückes aus der Warner-Bros.-Produktion One More Tomorrow (1946) von Peter Godfrey. |
| Frankie Carle & his Orchestra, Vocal Chorus by Marjorie Hughes                                            | Rumors are Flying Bennie Benjamin, George David Weiss                                                                 | 28.09.1946            | 13     | 1  | Columbia 37 069  | Die Songs Oh, What It Seemed to Be und Rumors Are Flying festigten das Image des Frankie Carle Orchesters. |
| Frankie Carle & his Orchestra, Vocal Chorus by Marjorie Hughes                                            | Rumors are Flying Bennie Benjamin, George David Weiss                                                                 | 21.09.1946 (Juke Box) | 14     | 1  | Columbia 37 069  | Die Songs Oh, What It Seemed to Be und Rumors Are Flying festigten das Image des Frankie Carle Orchesters. |
| Frankie Carle & his Orchestra, Vocal Chorus by Marjorie Hughes                                            | Rumors are Flying Bennie Benjamin, George David Weiss                                                                 | 28.09.1946 (Air)      | 13     | 1  | Columbia 37 069  | Die Songs Oh, What It Seemed to Be und Rumors Are Flying festigten das Image des Frankie Carle Orchesters. |
| Hoagy Carmichael & his Orchestra                                                                          | Ole Buttermilk Sky (From the Picture "Canyon Passage") Hoagy Carmichael, Jack Brooks                                  | 30.11.1946            | 2      | 8  | ARA 155          | Aus der Universal-Produktion Feuer am Horizont; die Version erhielt 1947 eine Oscarnominierung für den besten Song. |
| Hoagy Carmichael & his Orchestra                                                                          | Ole Buttermilk Sky (From the Picture "Canyon Passage") Hoagy Carmichael, Jack Brooks                                  | 26.10.1946 (Juke Box) | 10     | 5  | ARA 155          | Aus der Universal-Produktion Feuer am Horizont; die Version erhielt 1947 eine Oscarnominierung für den besten Song. |
| Hoagy Carmichael & his Orchestra                                                                          | Ole Buttermilk Sky (From the Picture "Canyon Passage") Hoagy Carmichael, Jack Brooks                                  | 26.10.1946 (Air)      | 8      | 5  | ARA 155          | Aus der Universal-Produktion Feuer am Horizont; die Version erhielt 1947 eine Oscarnominierung für den besten Song. |
| Hoagy Carmichael with the Chickadees & Vic Schoen & his Orchestra                                         | Huggin' and Chalkin Clancy Hayes, Kermit Goell                                                                        | 07.12.1946            | 3      | 6  | Decca 23 675     | 1946 arbeitete Carmichael mit dem New Yorker Kermit Goell an „Huggin’ and Chalkin’“ zusammen, an einem optimistischen Novelty Song, der das Lob einer Geliebten namens Rosabelle McGee sang. |
| Hoagy Carmichael with the Chickadees & Vic Schoen & his Orchestra                                         | Huggin' and Chalkin Clancy Hayes, Kermit Goell                                                                        | 23.11.1946 (Juke Box) | 5      | 3  | Decca 23 675     | 1946 arbeitete Carmichael mit dem New Yorker Kermit Goell an „Huggin’ and Chalkin’“ zusammen, an einem optimistischen Novelty Song, der das Lob einer Geliebten namens Rosabelle McGee sang. |
| Hoagy Carmichael with the Chickadees & Vic Schoen & his Orchestra                                         | Huggin' and Chalkin Clancy Hayes, Kermit Goell                                                                        | 14.12.1946 (Air)      | 2      | 10 | Decca 23 675     | 1946 arbeitete Carmichael mit dem New Yorker Kermit Goell an „Huggin’ and Chalkin’“ zusammen, an einem optimistischen Novelty Song, der das Lob einer Geliebten namens Rosabelle McGee sang. |
| Helen Carroll & the Satisfiers with Russ Case & his Orchestra                                             | Ole Buttermilk Sky (From the Walter Wanger-Production "Canyon Passage") Hoagy Carmichael, Jack Brooks                 | 23.11.1946            | 4      | 7  | Victor 20-1982   | Version des Stückes aus der Universal-Produktion Feuer am Horizont (1946, Regie Jacques Tourneur), in dem der Song von Hoagy Carmichael vorgestellt wurde. Der Songautor selbst nahm den Song (begleitet von Lou Bring and His Orchestra) im November 1946 für Decca Records auf.                                                                                 |
| Helen Carroll & the Satisfiers with Russ Case & his Orchestra                                             | Ole Buttermilk Sky (From the Walter Wanger-Production "Canyon Passage") Hoagy Carmichael, Jack Brooks                 | 23.11.1946 (Juke Box) | 5      | 10 | Victor 20-1982   | Version des Stückes aus der Universal-Produktion Feuer am Horizont (1946, Regie Jacques Tourneur), in dem der Song von Hoagy Carmichael vorgestellt wurde. Der Songautor selbst nahm den Song (begleitet von Lou Bring and His Orchestra) im November 1946 für Decca Records auf.                                                                                 |
| Perry Como with Russ Case & his Orchestra                                                                 | All Through the Day Oscar Hammerstein II, Jerome Kern                                                                 | 01.06.1946 (Juke Box) | 4      | 13 | Victor 20-1814   | |
| Perry Como with Russ Case & his Orchestra                                                                 | All Through the Day Oscar Hammerstein II, Jerome Kern                                                                 | 11.05.1946 (Air)      | 5      | 8  | Victor 20-1814   | |
| Perry Como with Russ Case & his Orchestra                                                                 | Here Comes Heaven Again (From the 20th Century-Fox Picture "Doll Face") Harold Adamson, Jimmy McHugh                  | 29.12.1945 (Air)      | 2      | 12 | Victor 20-1750   | B-Seite von Dig You Later (A Hubba-Hubba-Hubba); Originalversion aus der 20th-Century-Fox-Produktion Doll Face (1945) von Lewis Seiler. |
| Perry Como with Russ Case & his Orchestra                                                                 | If I’m Lucky (From the 20th Century-Fox-Film "If I’m Lucky") Eddie DeLange, Josef Myrow                               | 16.11.1946 (Juke Box) | 1      | 19 | Victor 20-1945   | Solo-Version des Stückes aus der 20th Century-Fox-Produktion If I’m Lucky (1946) von Lewis Seiler; im Film sang Perry Como gemeinsam mit Vivian Blaine im Duett. |
| Perry Como with Russ Case & his Orchestra                                                                 | If You Were the Only Girl Clifford Grey, Nat Ayer                                                                     | 08.06.1946 (Juke Box) | 1      | 15 | Victor 20-1857   | B-Seite von They Say It’s Wonderful; der Song stammt ursprünglich aus der 1916 in London uraufgeführten Revue The Bing Boys Are Here. |
| Perry Como with Russ Case & his Orchestra                                                                 | If You Were the Only Girl Clifford Grey, Nat Ayer                                                                     | 26.10.1946 (Air)      | 1      | 14 | Victor 20-1857   | B-Seite von They Say It’s Wonderful; der Song stammt ursprünglich aus der 1916 in London uraufgeführten Revue The Bing Boys Are Here. |
| Perry Como with Russ Case & his Orchestra                                                                 | Prisoner of Love Leo Robin, Russ Columbo                                                                              | 30.03.1946            | 19     | 1  | Victor 20-1814   | Prisoner Of Love, ein Song den Clarence Gaskill und Leo Robin 1931 schrieben, wurde durch Russ Columbo populär in den USA und schließlich ein großer Hit für Perry Como. Auch Billy Eckstine nahm den Song auf. |
| Perry Como with Russ Case & his Orchestra                                                                 | Prisoner of Love Leo Robin, Russ Columbo                                                                              | 06.04.1946 (Juke Box) | 20     | 2  | Victor 20-1814   | Prisoner Of Love, ein Song den Clarence Gaskill und Leo Robin 1931 schrieben, wurde durch Russ Columbo populär in den USA und schließlich ein großer Hit für Perry Como. Auch Billy Eckstine nahm den Song auf. |
| Perry Como with Russ Case & his Orchestra                                                                 | Prisoner of Love Leo Robin, Russ Columbo                                                                              | 30.03.1946 (Air)      | 21     | 1  | Victor 20-1814   | Prisoner Of Love, ein Song den Clarence Gaskill und Leo Robin 1931 schrieben, wurde durch Russ Columbo populär in den USA und schließlich ein großer Hit für Perry Como. Auch Billy Eckstine nahm den Song auf. |
| Perry Como with Russ Case & his Orchestra                                                                 | Surrender Bennie Benjamin, George David Weiss                                                                         | 06.07.1946            | 16     | 1  | Victor 20-1877   | Der Song war ein Millionenhit für Perry Como und wurde bald von verschiedenen Musikern wie Woody Herman, George Olsen, Tony Pastor, Randy Brooks, Art Mooney und Bob Chester gecovert. |
| Perry Como with Russ Case & his Orchestra                                                                 | Surrender Bennie Benjamin, George David Weiss                                                                         | 29.06.1946 (Juke Box) | 17     | 2  | Victor 20-1877   | Der Song war ein Millionenhit für Perry Como und wurde bald von verschiedenen Musikern wie Woody Herman, George Olsen, Tony Pastor, Randy Brooks, Art Mooney und Bob Chester gecovert. |
| Perry Como with Russ Case & his Orchestra                                                                 | Surrender Bennie Benjamin, George David Weiss                                                                         | 06.07.1946 (Air)      | 13     | 2  | Victor 20-1877   | Der Song war ein Millionenhit für Perry Como und wurde bald von verschiedenen Musikern wie Woody Herman, George Olsen, Tony Pastor, Randy Brooks, Art Mooney und Bob Chester gecovert. |
| Perry Como with Russ Case & his Orchestra                                                                 | They Say It’s Wonderful (From the Musical Production "Annie Get Your Gun") Irving Berlin                              | 22.06.1946            | 8      | 4  | Victor 20-1857   | Version des Stückes aus der Broadway-Produktion Annie Get Your Gun. Auch Anita Boyer, Buddy Di Vito, Doris Day, Bobby Doyle, Teddy Norman Ginny Simms und Frank Sinatra nahmen den Song auf. |
| Perry Como with Russ Case & his Orchestra                                                                 | They Say It’s Wonderful (From the Musical Production "Annie Get Your Gun") Irving Berlin                              | 01.06.1946 (Juke Box) | 13     | 4  | Victor 20-1857   | Version des Stückes aus der Broadway-Produktion Annie Get Your Gun. Auch Anita Boyer, Buddy Di Vito, Doris Day, Bobby Doyle, Teddy Norman Ginny Simms und Frank Sinatra nahmen den Song auf. |
| Perry Como with Russ Case & his Orchestra                                                                 | They Say It’s Wonderful (From the Musical Production "Annie Get Your Gun") Irving Berlin                              | 29.06.1946 (Air)      | 8      | 7  | Victor 20-1857   | Version des Stückes aus der Broadway-Produktion Annie Get Your Gun. Auch Anita Boyer, Buddy Di Vito, Doris Day, Bobby Doyle, Teddy Norman Ginny Simms und Frank Sinatra nahmen den Song auf. |
| Perry Como & the Satisfiers with Russ Case & his Orchestra                                                | (Did You Ever Get) That Feeling in the Moonlight James Cavanaugh, Larry Stock, Ira Schuster                           | 29.12.1945 (Juke Box) | 1      | 13 | Victor 20-1709   | |
| Perry Como & the Satisfiers with Russ Case & his Orchestra                                                | Dig You Later (A Hubba-Hubba-Hubba) (From the 20th Century-Fox-Picture "Doll Face") Harold Adamson, Jimmy McHugh      | 29.12.1945            | 9      | 3  | Victor 20-1750   | Version des Stückes aus der 20th-Century-Fox-Produktion Doll Face (1945, Regie Lewis Seiler), in dem der Song von Perry Como und Martha Stewart vorgestellt wird. |
| Perry Como & the Satisfiers with Russ Case & his Orchestra                                                | Dig You Later (A Hubba-Hubba-Hubba) (From the 20th Century-Fox-Picture "Doll Face") Harold Adamson, Jimmy McHugh      | 29.12.1945 (Juke Box) | 11     | 5  | Victor 20-1750   | Version des Stückes aus der 20th-Century-Fox-Produktion Doll Face (1945, Regie Lewis Seiler), in dem der Song von Perry Como und Martha Stewart vorgestellt wird. |
| Perry Como & the Satisfiers with Russ Case & his Orchestra                                                | Dig You Later (A Hubba-Hubba-Hubba) (From the 20th Century-Fox-Picture "Doll Face") Harold Adamson, Jimmy McHugh      | 29.12.1945 (Air)      | 11     | 3  | Victor 20-1750   | Version des Stückes aus der 20th-Century-Fox-Produktion Doll Face (1945, Regie Lewis Seiler), in dem der Song von Perry Como und Martha Stewart vorgestellt wird. |
| Perry Como & the Satisfiers with Russ Case & his Orchestra                                                | I’m Always Chasing Rainbows (From the 20th Century-Fox-Picture "The Dolly Sisters") Joseph McCarthy, Harry Carroll    | 02.02.1946            | 4      | 7  | Victor 20-1788   | B-Seite von You Won’t Be Satisfied (Until You Break My Heart); Version des Stückes aus der 20th-Century-Fox-Produktion The Dolly Sisters (1945, Regie Irving Cummings), in dem der Song von John Payne and Betty Grable vorgestellt wird. |
| Perry Como & the Satisfiers with Russ Case & his Orchestra                                                | I’m Always Chasing Rainbows (From the 20th Century-Fox-Picture "The Dolly Sisters") Joseph McCarthy, Harry Carroll    | 02.02.1946 (Juke Box) | 8      | 5  | Victor 20-1788   | B-Seite von You Won’t Be Satisfied (Until You Break My Heart); Version des Stückes aus der 20th-Century-Fox-Produktion The Dolly Sisters (1945, Regie Irving Cummings), in dem der Song von John Payne and Betty Grable vorgestellt wird. |
| Perry Como & the Satisfiers with Russ Case & his Orchestra                                                | I’m Always Chasing Rainbows (From the 20th Century-Fox-Picture "The Dolly Sisters") Joseph McCarthy, Harry Carroll    | 02.02.1946 (Air)      | 8      | 8  | Victor 20-1788   | B-Seite von You Won’t Be Satisfied (Until You Break My Heart); Version des Stückes aus der 20th-Century-Fox-Produktion The Dolly Sisters (1945, Regie Irving Cummings), in dem der Song von John Payne and Betty Grable vorgestellt wird. |
| Perry Como & the Satisfiers with Russ Case & his Orchestra                                                | You Won’t Be Satisfied (Until You Break My Heart) Freddy James, Larry Stock                                           | 09.02.1946 (Juke Box) | 14     | 5  | Victor 20-1788   | |
| Perry Como & the Satisfiers with Russ Case & his Orchestra                                                | You Won’t Be Satisfied (Until You Break My Heart) Freddy James, Larry Stock                                           | 23.02.1946 (Air)      | 7      | 8  | Victor 20-1788   | |
| Harry Cool & his Orchestra, Vocal by Mindy Carson                                                         | Rumors Are Flying Bennie Benjamin, George David Weiss                                                                 | 26.10.1946 (Juke Box) | 2      | 14 | Signature 15 043 | |
| Harry Cool & his Orchestra, Vocal by Mindy Carson                                                         | Rumors Are Flying Bennie Benjamin, George David Weiss                                                                 | 30.11.1946 (Air)      | 1      | 12 | Signature 15 043 | |
| Bing Crosby with Carmen Cavallaro at the Piano                                                            | I Can’t Begin to Tell You (From 20th Century-Fox-Picture "The Dolly Sisters") James V. Monaco, Mack Gordon            | 29.12.1945            | 12     | 1  | Decca 23 457     | Version des Stückes aus der 20th Century-Fox-Produktion The Dolly Sisters (1945, Regie Irving Cummings), in dem der Song von John Payne, Betty Grable und June Haver vorgestellt wird. |
| Bing Crosby with Carmen Cavallaro at the Piano                                                            | I Can’t Begin to Tell You (From 20th Century-Fox-Picture "The Dolly Sisters") James V. Monaco, Mack Gordon            | 29.12.1945 (Juke Box) | 12     | 1  | Decca 23 457     | Version des Stückes aus der 20th Century-Fox-Produktion The Dolly Sisters (1945, Regie Irving Cummings), in dem der Song von John Payne, Betty Grable und June Haver vorgestellt wird. |
| Bing Crosby with Carmen Cavallaro at the Piano                                                            | I Can’t Begin to Tell You (From 20th Century-Fox-Picture "The Dolly Sisters") James V. Monaco, Mack Gordon            | 29.12.1945 (Air)      | 11     | 2  | Decca 23 457     | Version des Stückes aus der 20th Century-Fox-Produktion The Dolly Sisters (1945, Regie Irving Cummings), in dem der Song von John Payne, Betty Grable und June Haver vorgestellt wird. |
| Bing Crosby with Eddie Condon & his Orchestra                                                             | Personality (From Paramount Picture "Road to Utopia") Jimmy Van Heusen, Johnny Burke                                  | 06.04.1946 (Juke Box) | 3      | 9  | Decca 18 790     | Version des Stückes aus der Paramount-Produktion Der Weg nach Utopia (1946, Regie Hal Walker), in dem der Song von Dorothy Lamour vorgestellt wird. |
| Bing Crosby with Eddie Condon & his Orchestra                                                             | Personality (From Paramount Picture "Road to Utopia") Jimmy Van Heusen, Johnny Burke                                  | 27.04.1946 (Air)      | 1      | 12 | Decca 18 790     | Version des Stückes aus der Paramount-Produktion Der Weg nach Utopia (1946, Regie Hal Walker), in dem der Song von Dorothy Lamour vorgestellt wird. |
| Bing Crosby with Jay Blackton & his Orchestra                                                             | They Say It’s Wonderful (From the Musical Production "Annie Get Your Gun") Irving Berlin                              | 13.07.1946 (Juke Box) | 3      | 14 | Decca 18 829     | Weitere Version des Stückes aus der Broadway-Produktion Annie Get Your Gun. |
| Bing Crosby with Jay Blackton & his Orchestra                                                             | They Say It’s Wonderful (From the Musical Production "Annie Get Your Gun") Irving Berlin                              | 06.07.1946 (Air)      | 1      | 12 | Decca 18 829     | Weitere Version des Stückes aus der Broadway-Produktion Annie Get Your Gun. |
| Bing Crosby with John Scott Trotter & his Orchestra                                                       | Aren’t You Glad You're You? (From R.K.O.-Picture "The Bells of St. Mary’s") Jimmy Van Heusen, Johnny Burke            | 05.01.1946 (Air)      | 7      | 8  | Decca 18 720     | Originalversion des Stückes aus der RKO-Produktion Die Glocken von St. Marien (1945, Regie Leo McCarey). Der Song erhielt 1946 eine Oscar-Nominierung. |
| Bing Crosby with John Scott Trotter & his Orchestra                                                       | The Bells of St. Mary’s (Featured in R.K.O.-Picture "The Bells of St. Mary’s") A. Emmett Adams, Douglas Furber        | 02.02.1946 (Air)      | 1      | 13 | Decca 18 721     | Version des Stückes aus der RKO-Produktion Die Glocken von St. Marien, in der Bing Crosby das Original im Duett mit Ingrid Bergman vorträgt. |
| Bing Crosby with John Scott Trotter & his Orchestra                                                       | You Keep Coming Back Like a Song (From Paramount Picture "Blue Skies") Irving Berlin                                  | 14.12.1946 (Air)      | 2      | 12 | Decca 23 647     | Originalversion des Stückes aus der Paramount-Produktion Blau ist der Himmel (1945, Regie Stuart Heisler). Der Song erhielt 1947 eine Oscar-Nominierung. |
| Bing Crosby with Ken Darby Singers & John Scott Trotter & his Orchestra                                   | White Christmas (From Paramount-Picture "Holiday Inn") Irving Berlin                                                  | 29.12.1945            | 2      | 9  | Decca 18 429     | Version des Stückes aus der Paramount-Produktion Musik, Musik (1942, Regie Mark Sandrich), in dem der Song von Bing Crosby und Martha Mears (als Gesangsdouble von Marjorie Reynolds) vorgestellt wird. |
| Bing Crosby with Ken Darby Singers & John Scott Trotter & his Orchestra                                   | White Christmas (From Paramount-Picture "Holiday Inn") Irving Berlin                                                  | 29.12.1945 (Juke Box) | 2      | 4  | Decca 18 429     | Version des Stückes aus der Paramount-Produktion Musik, Musik (1942, Regie Mark Sandrich), in dem der Song von Bing Crosby und Martha Mears (als Gesangsdouble von Marjorie Reynolds) vorgestellt wird. |
| Bing Crosby with Ken Darby Singers & John Scott Trotter & his Orchestra                                   | White Christmas (From Paramount-Picture "Holiday Inn") Irving Berlin                                                  | 29.12.1945 (Air)      | 2      | 1  | Decca 18 429     | Version des Stückes aus der Paramount-Produktion Musik, Musik (1942, Regie Mark Sandrich), in dem der Song von Bing Crosby und Martha Mears (als Gesangsdouble von Marjorie Reynolds) vorgestellt wird. |
| Bing Crosby with Ken Darby Singers & John Scott Trotter & his Orchestra                                   | White Christmas (1946) Irving Berlin                                                                                  | 21.12.1946            | 1      | 7  | Decca 23 778     | Der Lyriker Carl Sandburg schrieb: „Wenn wir ['White Christmas'] singen, hassen wir niemanden.“ |
| Bing Crosby with Ken Darby Singers & John Scott Trotter & his Orchestra                                   | White Christmas (1946) Irving Berlin                                                                                  | 21.12.1946 (Juke Box) | 1      | 9  | Decca 23 778     | Der Lyriker Carl Sandburg schrieb: „Wenn wir ['White Christmas'] singen, hassen wir niemanden.“ |
| Bing Crosby with Ken Darby Singers & John Scott Trotter & his Orchestra                                   | White Christmas (1946) Irving Berlin                                                                                  | 14.12.1946 (Air)      | 2      | 7  | Decca 23 778     | Der Lyriker Carl Sandburg schrieb: „Wenn wir ['White Christmas'] singen, hassen wir niemanden.“ |
| Bing Crosby with Les Paul & his Trio                                                                      | It’s Been A Long, Long Time Jule Styne, Sammy Cahn                                                                    | 29.12.1945            | 3      | 4  | Decca 18 708     | Mit dem Gitarristen Les Paul und seinem Trio als Stammgäste trat Crosby in seiner NBC-Radiosendung Kraft Music Hall 1944/45 auf. |
| Bing Crosby with Les Paul & his Trio                                                                      | It’s Been A Long, Long Time Jule Styne, Sammy Cahn                                                                    | 29.12.1945 (Juke Box) | 5      | 3  | Decca 18 708     | Mit dem Gitarristen Les Paul und seinem Trio als Stammgäste trat Crosby in seiner NBC-Radiosendung Kraft Music Hall 1944/45 auf. |
| Bing Crosby with Les Paul & his Trio                                                                      | It’s Been A Long, Long Time Jule Styne, Sammy Cahn                                                                    | 29.12.1945 (Air)      | 5      | 7  | Decca 18 708     | Mit dem Gitarristen Les Paul und seinem Trio als Stammgäste trat Crosby in seiner NBC-Radiosendung Kraft Music Hall 1944/45 auf. |
| Bing Crosby with Victor Young & his Orchestra                                                             | Symphony Alex Alstone, André Tabet, Roger Bernstein, Jack Lawrence                                                    | 12.01.1946            | 9      | 3  | Decca 18 735     | Victor Youngs Orchester arbeitete in dieser Zeit bei Decca auch mit Judy Garland und den Boswell Sisters zusammen, letztere zu hören in Stardust (Brunswick). Crosby und Young nahmen auch die Songs Beautiful Love und Dear Friend auf. |
| Bing Crosby with Victor Young & his Orchestra                                                             | Symphony Alex Alstone, André Tabet, Roger Bernstein, Jack Lawrence                                                    | 12.01.1946 (Juke Box) | 11     | 5  | Decca 18 735     | Victor Youngs Orchester arbeitete in dieser Zeit bei Decca auch mit Judy Garland und den Boswell Sisters zusammen, letztere zu hören in Stardust (Brunswick). Crosby und Young nahmen auch die Songs Beautiful Love und Dear Friend auf. |
| Bing Crosby with Victor Young & his Orchestra                                                             | Symphony Alex Alstone, André Tabet, Roger Bernstein, Jack Lawrence                                                    | 12.01.1946 (Air)      | 9      | 4  | Decca 18 735     | Victor Youngs Orchester arbeitete in dieser Zeit bei Decca auch mit Judy Garland und den Boswell Sisters zusammen, letztere zu hören in Stardust (Brunswick). Crosby und Young nahmen auch die Songs Beautiful Love und Dear Friend auf. |
| Bing Crosby & the Andrews Sisters with Vic Schoen & his Orchestra                                         | Get Your Kicks on Route 66! Bob Troup                                                                                 | 10.08.1946 (Juke Box) | 2      | 14 | Decca 23 569     | B-Seite von South America, Take It Away. |
| Bing Crosby & the Andrews Sisters with Vic Schoen & his Orchestra                                         | South America, Take It Away (From Musical Revue "Call Me Mister") Harold Rome                                         | 03.08.1946            | 17     | 2  | Decca 23 569     | „Bing und die Andrews Sisters glänzen erneut mit einem Latin-Beat und liefern interessante rhythmische Harmonien.“ |
| Bing Crosby & the Andrews Sisters with Vic Schoen & his Orchestra                                         | South America, Take It Away (From Musical Revue "Call Me Mister") Harold Rome                                         | 10.08.1946 (Juke Box) | 19     | 3  | Decca 23 569     | „Bing und die Andrews Sisters glänzen erneut mit einem Latin-Beat und liefern interessante rhythmische Harmonien.“ |
| Bing Crosby & the Andrews Sisters with Vic Schoen & his Orchestra                                         | South America, Take It Away (From Musical Revue "Call Me Mister") Harold Rome                                         | 24.08.1946 (Air)      | 13     | 3  | Decca 23 569     | „Bing und die Andrews Sisters glänzen erneut mit einem Latin-Beat und liefern interessante rhythmische Harmonien.“ |
| Bing Crosby & the Jesters with Bob Haggart & his Orchestra                                                | McNamara’s Band Thomas O’Connor, John J. Stamford, Dwight Latham, Wamp Carlson, Guy Bonham                            | 23.03.1946 (Juke Box) | 3      | 10 | Decca 23 495     | |
| Bing Crosby & the Jesters with Bob Haggart & his Orchestra                                                | Sioux City Sue Dick Thomas, Ray Freedman                                                                              | 13.04.1946            | 6      | 6  | Decca 23 508     | Bing Crosby kam mit dem Song Sioux City Sue auf #1 der Country Charts und #16 der Pop-Charts. |
| Bing Crosby & the Jesters with Bob Haggart & his Orchestra                                                | Sioux City Sue Dick Thomas, Ray Freedman                                                                              | 06.04.1946 (Juke Box) | 16     | 3  | Decca 23 508     | Bing Crosby kam mit dem Song Sioux City Sue auf #1 der Country Charts und #16 der Pop-Charts. |
| Bing Crosby & the Jesters with Bob Haggart & his Orchestra                                                | Sioux City Sue Dick Thomas, Ray Freedman                                                                              | 30.03.1946 (Air)      | 11     | 5  | Decca 23 508     | Bing Crosby kam mit dem Song Sioux City Sue auf #1 der Country Charts und #16 der Pop-Charts. |
| Bob Crosby & his Orchestra, Vocal Chorus by the Bob-O-Links                                               | Five Minutes More Jule Styne, Sammy Cahn                                                                              | 28.09.1946 (Juke Box) | 5      | 12 | Decca 18 909     | |
| Xavier Cugat & his Waldorf-Astoria Orchestra, Vocal Chorus by Buddy Clark & Chorus                        | South America, Take It Away! (From "Call Me Mister") Harold Rome                                                      | 21.09.1946            | 3      | 9  | Columbia 37 051  | Chapeau! für Xavier Cugat, der für das satirische South America, Take It Away die auffällige musikalische Kulisse schafft, lobte der Billboard 1946. |
| Xavier Cugat & his Waldorf-Astoria Orchestra, Vocal Chorus by Buddy Clark & Chorus                        | South America, Take It Away! (From "Call Me Mister") Harold Rome                                                      | 31.08.1946 (Juke Box) | 12     | 8  | Columbia 37 051  | Chapeau! für Xavier Cugat, der für das satirische South America, Take It Away die auffällige musikalische Kulisse schafft, lobte der Billboard 1946. |
| Xavier Cugat & his Waldorf-Astoria Orchestra, Vocal Chorus by Buddy Clark & Chorus                        | South America, Take It Away! (From "Call Me Mister") Harold Rome                                                      | 17.08.1946 (Air)      | 13     | 6  | Columbia 37 051  | Chapeau! für Xavier Cugat, der für das satirische South America, Take It Away die auffällige musikalische Kulisse schafft, lobte der Billboard 1946. |
| The Dardanelle Trio, Vocal Refrain by Dardanelle                                                          | September Song (From the United Artists Picture "Knickerbocker Holiday") Maxwell Anderson, Kurt Weill                 | 14.12.1946 (Air)      | 2      | 11 | Victor 20-1993   | Version des Stückes aus der United-Artists-Produktion Knickerbocker Holiday (1944, Regie Harry Joe Brown), die im Original von Charles Coburn präsentiert wurde. Der Film basiert auf dem gleichnamigen Broadway-Musical aus dem Jahr 1938, die wiederum auf dem 1809 entstandenen satirischen Geschichtswerk A History of New York von Washington Irving beruht. |
| Hal Derwin with Frank De Vol & his Orchestra                                                              | The Old Lamplighter Charles Tobias, Nat Simon                                                                         | 14.12.1946            | 1      | 6  | Capitol 288      | Der Song Old Lamp-Lighter thematisiert in seiner unvergesslichen Lyrik, dass man es satt habe, durch die Landschaft zu streifen und sich danach sehnt, in die Süden zu den ‚alten Leuten‘ zurückzukehren. |
| Hal Derwin with Frank De Vol & his Orchestra                                                              | The Old Lamplighter Charles Tobias, Nat Simon                                                                         | 14.12.1946 (Juke Box) | 2      | 10 | Capitol 288      | Der Song Old Lamp-Lighter thematisiert in seiner unvergesslichen Lyrik, dass man es satt habe, durch die Landschaft zu streifen und sich danach sehnt, in die Süden zu den ‚alten Leuten‘ zurückzukehren. |
| Hal Derwin with Frank De Vol & his Orchestra                                                              | The Old Lamplighter Charles Tobias, Nat Simon                                                                         | 07.12.1946 (Air)      | 3      | 5  | Capitol 288      | Der Song Old Lamp-Lighter thematisiert in seiner unvergesslichen Lyrik, dass man es satt habe, durch die Landschaft zu streifen und sich danach sehnt, in die Süden zu den ‚alten Leuten‘ zurückzukehren. |
| Al Dexter & his Troopers                                                                                  | Guitar Polka Al Dexter                                                                                                | 02.03.1946 (Juke Box) | 1      | 16 | Columbia 36 898  | |
| Sam Donahue & his Orchestra                                                                               | Dinah Harry Akst, Sam M. Lewis, Joe Young, Irving Mills                                                               | 27.07.1946 (Air)      | 4      | 9  | Capitol 260      | |
| Sam Donahue & his Orchestra, Vocal by Bill Lockwood                                                       | Put That Kiss Back Where You Found It Carl Sigman, Peter DeRose                                                       | 26.10.1946 (Air)      | 2      | 8  | Capitol 293      | |
| Sam Donahue & his Orchestra, Vocal by Mynell Allen                                                        | Just the Other Day Red Evans, Austen Croom-Johnson                                                                    | 10.08.1946 (Air)      | 6      | 8  | Capitol 275      | |
| Jimmy Dorsey & his Orchestra, Vocal Chorus by Bob Carroll                                                 | The Whole World Is Singing My Song Vic Mizzy, Manny Curtis                                                            | 07.12.1946 (Air)      | 1      | 12 | Decca 18 917     | |
| Jimmy Dorsey & his Orchestra, Vocal Chorus by Dee Parker                                                  | Doin’ What Comes Natur’lly (From Musical Production "Annie Get Your Gun") Irving Berlin                               | 15.06.1946 (Juke Box) | 10     | 8  | Decca 18 872     | Version des Stückes aus der Broadway-Produktion Annie Get Your Gun. |
| Jimmy Dorsey & his Orchestra, Vocal Chorus by Dee Parker                                                  | Doin’ What Comes Natur’lly (From Musical Production "Annie Get Your Gun") Irving Berlin                               | 13.07.1946 (Air)      | 2      | 10 | Decca 18 872     | Version des Stückes aus der Broadway-Produktion Annie Get Your Gun. |
| Tommy Dorsey & his Orchestra, Vocal Chorus by Stuart Foster                                               | I Don’t Know Why (I Just Do) Roy Turk, Fred E. Ahlert                                                                 | 03.08.1946 (Juke Box) | 4      | 15 | Victor 20-1901   | |
| Tommy Dorsey & his Orchestra, Vocal Chorus by the Sentimentalists                                         | The Moment I Met You Buck Ram, Gail Meredith                                                                          | 26.01.1946 (Air)      | 3      | 11 | Victor 20-1761   | |
| Billy Eckstine & his Orchestra                                                                            | I’m In The Mood For Love Dorothy Fields, Jimmy McHugh                                                                 | 26.01.1946 (Air)      | 2      | 12 | National 9016    | |
| Billy Eckstine & his Orchestra                                                                            | Prisoner of Love Leo Robin, Russ Columbo                                                                              | 06.04.1946 (Air)      | 10     | 10 | National 9017    | |
| Duke Ellington & his Famous Orchestra, Vocal Refrain by Joya Sherrill                                     | Come to Baby, Do! Inez James, Sidney Miller                                                                           | 02.02.1946 (Air)      | 1      | 13 | Victor 20-1748   | |
| Ella Fitzgerald with Louis Jordan & his Tympany Five                                                      | Stone Cold Dead in the Market (He Had It Coming) Wilmoth Houdini                                                      | 27.07.1946            | 2      | 9  | Decca 23 546     | Bruce Pollock nahm den Song in seine Liste der 7500 Most Important Songs for the Rock and Roll Era auf, außerdem Let the Good Times Roll, Open the Door, Richard, Choo Choo Ch’Boogie und The Gypsy. |
| Ella Fitzgerald with Louis Jordan & his Tympany Five                                                      | Stone Cold Dead in the Market (He Had It Coming) Wilmoth Houdini                                                      | 03.08.1946 (Juke Box) | 4      | 13 | Decca 23 546     | Bruce Pollock nahm den Song in seine Liste der 7500 Most Important Songs for the Rock and Roll Era auf, außerdem Let the Good Times Roll, Open the Door, Richard, Choo Choo Ch’Boogie und The Gypsy. |
| Ella Fitzgerald with Louis Jordan & his Tympany Five                                                      | Stone Cold Dead in the Market (He Had It Coming) Wilmoth Houdini                                                      | 20.07.1946 (Air)      | 4      | 7  | Decca 23 546     | Bruce Pollock nahm den Song in seine Liste der 7500 Most Important Songs for the Rock and Roll Era auf, außerdem Let the Good Times Roll, Open the Door, Richard, Choo Choo Ch’Boogie und The Gypsy. |
| Ella Fitzgerald & Louis Armstrong with Bob Haggart & his Orchestra                                        | You Won’t Be Satisfied (Until You Break My Heart) Freddy James, Larry Stock                                           | 06.04.1946 (Juke Box) | 2      | 10 | Decca 23 496     | |
| Ella Fitzgerald & Louis Armstrong with Bob Haggart & his Orchestra                                        | You Won’t Be Satisfied (Until You Break My Heart) Freddy James, Larry Stock                                           | 20.04.1946 (Air)      | 1      | 14 | Decca 23 496     | |
| Ella Fitzgerald & the Delta Rhythm Boys                                                                   | (I Love You) for Sentimental Reasons William Best, Deek Watson                                                        | 14.12.1946 (Juke Box) | 1      | 11 | Decca 23 670     | |
| Ella Fitzgerald & the Delta Rhythm Boys                                                                   | (I Love You) for Sentimental Reasons William Best, Deek Watson                                                        | 21.12.1946 (Air)      | 1      | 10 | Decca 23 670     | |
| Benny Goodman & his Orchestra, Vocal Chorus by Art Lund                                                   | Blue Skies (from "Blue Skies") Irving Berlin                                                                          | 17.08.1946 (Air)      | 1      | 9  | Columbia 37 053  | Version des Stückes aus der Paramount-Produktion Blau ist der Himmel, die im Original von Bing Crosby präsentiert wurde. |
| Benny Goodman & his Orchestra, Vocal Chorus by Art Lund                                                   | I Don’t Know Enough About You Peggy Lee, Dave Barbour                                                                 | 10.08.1946 (Juke Box) | 1      | 14 | Columbia 37 053  | B-Seite von Blue Skies. |
| Benny Goodman & his Orchestra, Vocal Chorus by Art Lund                                                   | I Don’t Know Enough About You Peggy Lee, Dave Barbour                                                                 | 03.08.1946 (Air)      | 1      | 12 | Columbia 37 053  | B-Seite von Blue Skies. |
| Benny Goodman & his Orchestra, Vocal Chorus by Liza Morrow                                                | Symphony Alex Alstone, Jack Lawrence                                                                                  | 19.01.1946            | 8      | 5  | Columbia 36 874  | Der französische Song war 1945/46 neben Goodman in weiteren Versionen in den Charts, von Freddy Martin, Bing Crosby, Jo Stafford und Guy Lombardo. Er wurde auch von vielen weiteren Bands aufgenommen, wie von Phil Moore, Hazy Osterwald und dem Glenn Miller Orchestra.                                                                                        |
| Lionel Hampton & his Orchestra                                                                            | Hey! Ba-Ba-Re-Bop Curley Hamner, Lionel Hampton                                                                       | 13.04.1946            | 3      | 9  | Decca 18 754     | Mehr als eine Million mal wurde dieser Titel von Lionel Hampton verkauft und nahezu bei jedem seiner unzähligen Auftritte von ihm gespielt. Zeitgleich war mit dem Song auch Tex Beneke in den US-Charts. |
| Phil Harris & his Orchestra                                                                               | One-Zy Two-Zy Dave Franklin, Irving Taylor                                                                            | 20.04.1946            | 1      | 7  | ARA 136          | Coverversion des Songs, mit dem Freddy Martin 1946 in den US-Charts erfolgreich war. Auch Jan Garber, Hildegarde, Tommy „Madman“ Jones, Kay Kyser und Jo Stafford nahmen ihn in dieser Zeit auf. |
| Dick Haymes with Victor Young & his Orchestra                                                             | It Might as Well Be Spring (From 20th Century-Fox-Picture "State Fair") Richard Rodgers, Oscar Hammerstein II         | 29.12.1945            | 6      | 5  | Decca 18 706     | B-Seite von That’s for Me; Version des Stückes aus der 20th Century-Fox-Produktion Jahrmarkt der Liebe (1945, Regie Walter Lang), in dem der Song von Louanne Hogan (als Gesangsdouble von Jeanne Crain) vorgestellt wird. |
| Dick Haymes & Helen Forrest with Earle Hagen & his Orchestra                                              | I’m Always Chasing Rainbows (Featured in 20th Century-Fox-Picture "The Dolly Sisters") Harry Carroll, Joseph McCarthy | 09.02.1946            | 1      | 10 | Decca 23 472     | Version des Stückes aus der 20th-Century-Fox-Produktion The Dolly Sisters. Der Song wurde 1946 neben Dick Haymes & Helen Forrest auch in den Versionen von Perry Como und Harry James (mit Buddy DiVito, Gesang) in den Charts gelistet. |
| Dick Haymes & Helen Forrest with Earle Hagen & his Orchestra                                              | Oh! What It Seemed to Be Bennie Benjamin, George David Weiss, Frankie Carle                                           | 02.03.1946            | 9      | 4  | Decca 23 481     | Mit dem Song hatte Frankie Carle im Oktober 1946 einen Nummer-eins-Hit; auch Frank Sinatra war mit seiner Version des Songs (Columbia, mit dem Studioorchester von Axel Stordahl) erfolgreich. |
| Woody Herman & his Orchestra                                                                              | Let It Snow! Let It Snow! Let It Snow! Sammy Cahn, Jule Styne                                                         | 02.03.1946            | 1      | 8  | Columbia 36 909  | Der Song wurde 1946 auch in den Versionen von Vaughn Monroe (Victer), Connee Boswell & Russ Morgan (Decca), Danny O’Neil (Majestic) und Bob Crosby (AHA) in den US-Charts gelistet. |
| Eddy Howard & his Orchestra                                                                               | To Each His Own (From the Picture "To Each his Own") Jay Livingston, Ray Evans                                        | 20.07.1946            | 19     | 1  | Majestic 1070    | Aus der Paramount-Produktion Mutterherz. Auch die Ink Spots hatten mit ihrer Version des Filmsongs im September 1946 einen Nummer-eins-Hit in den Vereinigten Staaten. |
| Betty Hutton with Paul Weston & his Orchestra                                                             | Doctor, Lawyer, Indian Chief (From B. G. DeSylva-Production "The Stork Club") Paul Francis Webster, Hoagy Carmichael  | 29.12.1945            | 15     | 1  | Capitol 220      | Version des Stücks aus der Musikkomödie The Stork Club (1945, Regie Hal Walker), in dem Betty Hutton den Song präsentiert Songautor Hoagy Carmichael nahm das Lied für V-Disc auf; es folgten noch Versionen von Les Brown & Butch Stone und The Squadronaires.                                                                                                   |
| The Ink Spots                                                                                             | Prisoner of Love Russ Columbo, Leo Robin, Clarence Gaskill                                                            | 29.06.1946            | 1      | 10 | Decca 18 864     | Neben den Ink Spots spielten auch Billy Eckstine, Jo Stafford mit Red Ingle, Benny Carter den Song ein; Billy Eckstine and His Orchestra traten mit dem Lied in dem Musikfilm Rhythm in a Riff auf. |
| The Ink Spots                                                                                             | The Gypsy Billy Reid                                                                                                  | 11.05.1946            | 18     | 1  | Decca 18 817     | The Gypsy war einer der großen Hits des Jahres 1946; der Song kam in den Versionen von Dinah Shore, der Ink Spots und Sammy Kaye in die Charts. |
| The Ink Spots                                                                                             | To Each His Own (Inspired by the Paramount-Picture "To Each His Own") Jay Livingston, Ray Evans                       | 07.09.1946            | 11     | 1  | Decca 23 615     | Version des Stückes aus der Paramount-Produktion Mutterherz (1946, Regie Mitchell Leisen), mit Olivia de Havilland, John Lund und Mary Anderson in den Hauptrollen. |
| Harry James & his Orchestra, Vocal Chorus by Ruth Haag                                                    | I Can’t Begin to Tell You Mack Gordon, James V. Monaco                                                                | 05.01.1946            | 3      | 9  | Columbia 36 867  | Version des Stückes aus der 20th Century-Fox-Produktion The Dolly Sisters. James schloss sich damit an den Erfolg von Bing Crosby mit diesem Song an, der zeitgleich auf #1 der US-Charts stand. |
| Harry James & his Orchestra, Vocal Chorus by Kitty Kallen                                                 | It’s Been a Long, Long Time Sammy Cahn, Jule Styne                                                                    | 29.12.1945            | 4      | 3  | Columbia 36 838  | Zeitgleich war Bing Crosby (mit Les Paul und seinem Trio) in den Charts. Text und Titel hatten eine äußerst aktuelle Bedeutung hinsichtlich der Rückkehr der Soldaten aus dem Kriegseinsatz. Im Laufe des Jahres waren auch Charlie Spivak und Stan Kenton mit dem Titel in den Charts notiert.                                                                   |
| Spike Jones & his Wacky Wakakians with Chorus                                                             | Hawaiian War Chant (Ta-Hu-Wa-Hu-Wai) Ralph Freed, Johnny Noble, Leleiohoku                                            | 03.08.1946            | 1      | 8  | Victor 20-1893   | Hawaiian War Chant war ein beliebtes amerikanisches Lied, dessen Melodie und Texte in den 1860er-Jahren von Prince Leleiohoku geschrieben wurde. Der ursprüngliche Titel des Songs war Kāua I Ka Huahuaʻi oder We Two in the Spray. |
| Louis Jordan & his Tympany Five                                                                           | Buzz Me Fleecie Moore, Danny Baxter                                                                                   | 05.01.1946            | 1      | 9  | Decca 18 734     | „Hier ist es wichtig zu erwähnen, dass Louis Jordan eine Verbindung zum Jukebox-Markt hat. ... Oft bedeutete dies, dass ein großer Teil des Umsatzes Jordans von automatischen Abspielgeräten abhing (Schätzungen zufolge wurden 400.000 Jukeboxen für Jordans „Buzz Me“ (1945) gezählt).“                                                                        |
| Louis Jordan & his Tympany Five                                                                           | Choo Choo Ch’Boogie Vaughn Horton, Denver Darling, Milt Gabler                                                        | 31.08.1946            | 5      | 8  | Decca 23 610     | „Typisches Muster der Jump-Blues-Begleitung, aus Louis Jordan „Choo Choo Ch’Boogie“ (1946) = 162 bpm. Die Offbeat-Phrasierung der Akkordstimme führt zu einem treibenden Bewegungscharakter des gesamten Patterns.“ |
| Stan Kenton & his Orchestra, Vocal by June Christy                                                        | Shoo Fly Pie (And Apple Pan Dowdy) Sammy Gallop, Guy Wood                                                             | 23.03.1946            | 4      | 8  | Capitol 235      | Auch Dinah Shore und Guy Lombardo kamen mit Shoo-Fly Pie in die Top Ten; die Swingnummer war 1946 auch im Repertoire von Johnny Desmond, Perry Como, Bing Crosby and The Charioteers, The Pied Pipers, Margaret Whiting, Woody Herman, Sonny Dunham und Harry James.                                                                                              |
| The King Cole Trio                                                                                        | (I Love You) For Sentimental Reasons Deek Watson, William Best                                                        | 30.11.1946            | 3      | 5  | Capitol 304      | (I Love You) for Sentimental Reasons, die Erfolgsnummer des King Cole Trio aus Nat Cole, Oscar Moore und Johnny Miller, war 1946/47 in sechs Versionen in den Charts, neben Cole von Ella Fitzgerald mit den Delta Rhythm Boys, Charlie Spivak, Dinah Shore und Art Kassel.                                                                                       |
| The King Cole Trio with String Choir                                                                      | The Christmas Song (Merry Christmas To You) Robert Wells, Mel Tormé                                                   | 14.12.1946            | 1      | 10 | Capitol 311      | „Wer kann vergessen, wenn Nat King Cole von den Kastanien singt, die auf einem offenen Feuer braten.“ Den Song hatte 1946 auch Bing Crosby, Les Brown, Benny Goodman, und Martha Tilton im Repertoire. |
| Evelyn Knight & the Jesters with Bob Haggart & his Orchestra                                              | Chickery Chick Sidney Lippman, Sylvia Dee                                                                             | 05.01.1946            | 1      | 10 | Decca 18 725     | Mit dem Song hatte Sammy Kaye zeitgleich einen Nummer-eins-Hit in den USA. Für die Aufnahme hatte der Jazz-Bassist Bob Haggart ein Studioorchester mit unbekannter Besetzung zusammengestellt. |
| Kay Kyser & his Orchestra, Vocal Chorus by Michael Douglas & The Campus Kids                              | Ole Buttermilk Sky (From "Canyon Passage") Hoagy Carmichael, Jack Brooks                                              | 02.11.1946            | 8      | 1  | Columbia 37 073  | Version des Stückes aus der Universal-Produktion Feuer am Horizont. Mit Ole Buttermilk Sky waren neben Kyser und dem Co-Autor Hoagy Carmichael auch Matt Dennis & Paul Weston, Helen Carroll und Conne Boswell in den US-Charts. |
| Kay Kyser & his Orchestra, Vocal Chorus by Mike Douglas & The Campus Kids                                 | The Old Lamplighter Charles Tobias, Nat Simon                                                                         | 30.11.1946            | 4      | 3  | Columbia 37 095  | Der Sänger Mike Douglas nahm mit Kyser neben The Old Lamplighter auch Ole Buttermilk Sky auf. |
| Freddy Martin & his Orchestra, Vocal Refrain by Glenn Hughes & The Martin Men                             | Doin’ What Comes Natur’lly (From the Musical Production "Annie Get Your Gun") Irving Berlin                           | 06.07.1946            | 8      | 4  | Victor 20-1878   | Der Song war 1946 in drei Versionen erfolgreich, neben der von Freddy Martin auch mit Dinah Shore & Spade Cooley und von Jimmy Dorsey & his Orchestra; die erfolgreichste war die von Freddy Martin. |
| Freddy Martin & his Orchestra, Vocal Refrain by Stuart Wade                                               | To Each His Own (Inspired by the Paramount-Picture "To Each His Own") Jay Livingston, Ray Evans                       | 17.08.1946            | 12     | 1  | Victor 20-1921   | Version des Stückes aus der Paramount-Produktion Mutterherz, dessen gleichnamiger Titelsong, gesungen von Eddy Howard, in diesem Jahr Platz 1 der Billboard-Charts erreichte. |
| Freddy Martin & his Orchestra, Vocal Refrain by Clyde Rogers                                              | Symphony Andre Tabet, Alex Alstone, Jack Lawrence                                                                     | 29.12.1945            | 11     | 1  | Victor 20-1747   | Zeitgleich war Benny Goodman & his Orchestra mit dem Titel in den Charts erfolgreich; auch das Glenn Miller Orchestra und die Band von Phil Moore nahmen den Song 1945 auf. |
| Freddy Martin & his Orchestra with Jack Fina at the Piano                                                 | Bumble Boogie Jack Fina                                                                                               | 04.05.1946            | 2      | 7  | Victor 20-1829   | Bumble Boogie war eine jazzige Version des Hummelflugs (engl. Flight of the Bumble Bee) von Rimski-Korsakow. |
| Freddy Martin & his Orchestra, Vocal Refrain by The Martin Men                                            | One-Zy, Two-Zy (I Love You-Zy) Dave Franklin, Irving Taylor                                                           | 30.03.1946            | 6      | 6  | Victor 20-1826   | „One-zy, Two-zy, I'll kiss you-zy, / Two-zy, three-zy, you kiss me-zy / Three-zy, four-zy, kiss some more-zy; / Let’s start counting higher“ lautet der Refrain dieses optimistischen Novelty Songs. |
| Tony Martin with the Lyttle Sisters & Al Sack & his Orchestra                                             | Rumors Are Flying Bennie Benjamin, George David Weiss                                                                 | 02.11.1946            | 3      | 9  | Mercury 3032     | Mit Rumors Are Flying hatte Frankie Carle & his Orchestra einen Nummer-eins-Hit; auch The Andrews Sisters & Les Paul (#6) und Billy Butterfield & His Orchestra (#6) waren mit dem Song erfolgreich. |
| Tony Martin with the Starlighters & Al Sack & his Orchestra                                               | To Each His Own (From Paramount-Picture "To Each his Own") Jay Livingston, Ray Evans                                  | 17.08.1946            | 12     | 4  | Mercury 3022     | Version des Stückes aus der Paramount-Produktion Mutterherz, dessen gleichnamiger Titelsong, gesungen von Eddy Howard, in diesem Jahr Platz 1 der Billboard-Charts erreichte. |
| Johnny Mercer & the Pied Pipers with Paul Weston & his Orchestra                                          | Personality (From Paramount-Picture "Road to Utopia") Johnny Burke, Jimmy Van Heusen                                  | 26.01.1946            | 14     | 1  | Capitol 230      | Version des Stückes aus der Paramount-Produktion Der Weg nach Utopia. |
| The Modernaires & Paula Kelly with Mannie Klein & his Orchestra                                           | To Each His Own (From "To Each His Own") Jay Livingston, Ray Evans                                                    | 24.08.1946            | 6      | 5  | Columbia 37 063  | Version des Stückes aus der Paramount-Produktion Mutterherz. Freddy Martin, Eddy Howard und die Ink Spots hatten 1946 jeweils einen Nummer-eins-Hit mit dem Song, mit dem auch Tony Martin in den Charts war. |
| Vaughn Monroe & his Orchestra, Vocal Refrain by the Norton Sisters                                        | Let It Snow! Let It Snow! Let It Snow! Sammy Cahn, Jule Styne                                                         | 05.01.1946            | 11     | 1  | Victor 20-1759   | Ein meist in der Weihnachtszeit gespielter Popsong aus dem Jahr 1945, zu dem Sammy Cahn und Jule Styne den Text bzw. die Musik schrieben. Er entwickelte sich, obgleich auf Weihnachten in dem Lied nicht angespielt wird, zu einem der bekanntesten amerikanischen Weihnachtslieder.                                                                             |
| Alvino Rey & his Orchestra, Vocal by Rocky Coluccio                                                       | Cement Mixer (Put-Ti Put-Ti) Slim Gaillard, Lee Ricks                                                                 | 11.05.1946            | 6      | 6  | Capitol 248      | Der humoristische Titel war durch das Duo Slim & Slam bekannt und Slim Gaillards größter Hit. Gaillard schuf das Lied, das improvisiert wurde, als es zu dem Zeitpunkt, als er einen Betonmischer außerhalb des Studios spielen hörte, es an einer vierten Plattenseite fehlte.                                                                                   |
| Betty Rhodes with Charles Dant & his Orchestra                                                            | Rumors Are Flying Bennie Benjamin, George David Weiss                                                                 | 09.11.1946            | 6      | 5  | Victor 20-1944   | Betty Jane Rhodes (1921–2011) war eine US-amerikanische Schauspielerin und Sängerin. Sie war auch als Jane Rhodes bekannt. |
| Andy Russell with Paul Weston & his Orchestra                                                             | I Can’t Begin to Tell You (From 20th Century-Fox-Picture "The Dolly Sisters") Mack Gordon, James V. Monaco            | 05.01.1946            | 2      | 8  | Capitol 221      | Version des Stückes aus der 20th Century-Fox-Produktion The Dolly Sisters. I Can’t Begin to Tell You war 1946 ein Nummer-eins-Hit für Bing Crosby & Carmen Cavallaro. |
| Andy Russell with Paul Weston & his Orchestra                                                             | Laughing on the Outside (Crying on the Inside) Ben Raleigh, Bernie Wayne                                              | 11.05.1946            | 7      | 4  | Capitol 252      | Auch Sammy Kaye (Victor) und Dinah Shore (Columbia) waren im Laufe des Jahres mit dem Filmsong erfolgreich in den US-Charts vertreten. |
| Andy Russell with Paul Weston & his Orchestra                                                             | Pretending Marty Symes, Al Sherman                                                                                    | 12.10.1946            | 1      | 10 | Capitol 271      | Andy Russell (geb. Andrés Rábago; 1919–1992) war ein in den USA in den 40er-Jahren recht populärer Sänger, Schauspieler und Entertainer mexikanischer Abstammung, der sich auf traditionelle Pop- und Latin-Musik spezialisierte. In dieser Zeit verkaufte er 8 Millionen Schallplatten, die er mit seiner romantischer Baritonstimme vortrug.                    |
| Dinah Shore with Sonny Burke & his Orchestra                                                              | The Gypsy Billy Reid                                                                                                  | 11.05.1946            | 17     | 2  | Columbia 36 964  | Der Song war zeitgleich ein Nummer-eins-Hit für die Ink Spots. |
| Dinah Shore with Sonny Burke & his Orchestra                                                              | Laughing on the Outside (Crying on the Inside) Ben Raleigh, Bernie Wayne                                              | 27.04.1946            | 9      | 3  | Columbia 36 964  | Das Lied wurde in einer Aufnahme von Dinah Shore populär gemacht; das Lied war auf der B-Seite ihres äußerst beliebten Hits The Gypsy. |
| Dinah Shore with Sonny Burke & his Orchestra                                                              | Shoo-Fly Pie and Apple Pan Dowdy Sammy Gallop, Guy Wood                                                               | 13.04.1946            | 2      | 7  | Columbia 36 943  | Auch Guy Lombardo war mit dem Song 1946 in den Charts vertreten; weitere Coverversionen legten in dieser Zeit die Mark Triplets (DeLuxe), Johnny Desmond (Victor), Stan Kenton (Capitol) und Connie Haines (Mercury) vor. |
| Dinah Shore with Spade Cooley & his Orchestra                                                             | Doin’ What Comes Natur’lly (From "Annie Get Your Gun") Irving Berlin                                                  | 22.06.1946            | 9      | 4  | Columbia 36 976  | Auch Freddy Martin (Victor), Jimmy Dorsey (Decca) waren mit dem Song 1946 in den Charts vertreten; weitere Aufnahmen legten Jan Garber (Black & White) sowie die Five DeMarco Sisters (Majestic) vor. |
| Frank Sinatra with Axel Stordahl & his Orchestra                                                          | Day by Day Sammy Cahn, Axel Stordahl, Paul Weston                                                                     | 09.03.1946            | 1      | 10 | Columbia 36 905  | B-Seite von Oh! What It Seemed to Be. |
| Frank Sinatra with Axel Stordahl & his Orchestra                                                          | Five Minutes More Sammy Cahn, Jule Styne                                                                              | 10.08.1946            | 18     | 1  | Columbia 37 048  | |
| Frank Sinatra with Axel Stordahl & his Orchestra                                                          | Oh! What It Seemed to Be George David Weiss, Bennie Benjamin, Frankie Carle                                           | 23.02.1946            | 12     | 2  | Columbia 36 905  | Oh! What It Seemed to Be gehörte zu den Erfolgstiteln des Jahres 1946 und wurde in diesem Jahr von 17 bekannten Bands, Sängern und Combos eingespielt. |
| Frank Sinatra with Axel Stordahl & his Orchestra                                                          | The Coffee Song (They’ve Got an Awful Lot of Coffee in Brazil) Bob Hilliard, Dick Miles                               | 26.10.1946            | 1      | 10 | Columbia 37 089  | Der Song wurde u. a. auch von Louis Prima, The Andrews Sisters, Sam Cooke, Rosemary Clooney, Eydie Gormé, Mike Doughty, Stan Ridgway, Soul Coughing, Osibisa, Hildegard Knef und The Muppets interpretiert. |
| Frank Sinatra with Axel Stordahl & his Orchestra                                                          | They Say It’s Wonderful (From "Annie Get Your Gun") Irving Berlin                                                     | 29.06.1946            | 6      | 8  | Columbia 36 975  | |
| Charlie Spivak & his Orchestra, Vocal Refrain by Irene Daye                                               | It’s Been a Long, Long Time Sammy Cahn, Jule Styne                                                                    | 29.12.1945            | 2      | 6  | Victor 20-1721   | 1945 waren mit dem Song auch Harry James (mit Kitty Katten; Columbia), Bing Crosby & Les Paul Trio (Decca), Stan Kenton (Capitol) und der Sänger Phil Brito (Musicraft) erfolgreich. |
| Charlie Spivak & his Orchestra, Vocal Refrain by Jimmy Saunders                                           | Oh! What It Seemed to Be Bennie Benjamin, George David Weiss, Frankie Carle                                           | 23.03.1946            | 7      | 5  | Victor 20-1806   | |
| Jo Stafford with Paul Weston & his Orchestra                                                              | Symphony Andre Tabet, Roger Bernstein, Jack Lawrence, Alex Alstone                                                    | 12.01.1946            | 6      | 4  | Capitol 227      | |
| Swing and Sway with Sammy Kaye, Vocal Refrain by Betty Barclay                                            | I’m A Big Girl Now Al Hoffman, Milton Drake, David Livingston                                                         | 20.04.1946            | 11     | 1  | Victor 20-1812   | |
| Swing and Sway with Sammy Kaye, Vocal Refrain by Billy Williams                                           | Laughing on the Outside (Crying on the Inside) Ben Raleigh, Bernie Wayne                                              | 25.05.1946            | 4      | 7  | Victor 20-1856   | |
| Swing and Sway with Sammy Kaye, Vocal Refrain by Billy Williams                                           | It Might As Well Be Spring (From 20th Century-Fox-Picture "State Fair") Oscar Hammerstein II, Richard Rodgers         | 29.12.1945            | 4      | 8  | Victor 20-1738   | Version des Stückes aus der 20th Century-Fox-Produktion Jahrmarkt der Liebe. |
| Swing and Sway with Sammy Kaye, Vocal Refrain by Billy Williams & Choir                                   | The Old Lamplighter Charles Tobias, Nat Simon                                                                         | 16.11.1946            | 6      | 2  | Victor 20-1963   | |
| Swing and Sway with Sammy Kaye with Billy Williams, Nancy Norman & The Kaye Choir                         | Chickery Chick Sylvia Dee, Sidney Lippman                                                                             | 29.12.1945            | 4      | 1  | Victor 20-1726   | Auch die Andrew Sisters, Dinah Shore, Frank Sinatra, und Gene Krupa and His Orchestra mit der Sängerin Anita O’Day, in Europa De Millers (Sanny Day, Pia Beck, Coen van Nassou) nahmen den Song 1945/46 auf. |
| Swing and Sway with Sammy Kaye, Vocal Refrain by Mary Marlow                                              | The Gypsy Billy Reid                                                                                                  | 18.05.1946            | 10     | 4  | Victor 20-1844   | The Gypsy war die B-Seite der Single (Gee! I’m Glad to Be) The One That I Am. |
| Paul Weston & his Orchestra with Margaret Whiting                                                         | It Might As Well Be Spring (From 20th Century-Fox-Picture "State Fair") Richard Rodgers, Oscar Hammerstein II         | 29.12.1945            | 2      | 7  | Capitol 214      | Version des Stückes aus der 20th Century-Fox-Produktion Jahrmarkt der Liebe. Der Song wurde in den folgenden Jahren zu einem beliebten Pop- und Jazzstandard, gesungen etwa von Sarah Vaughan (mit Miles Davis), Ella Fitzgerald, Nina Simone, Frank Sinatra und Astrud Gilberto (mit Stan Getz).                                                                 |
| Paul Weston & his Orchestra with Matt Dennis                                                              | Ole Buttermilk Sky (From the Universal-Picture "Canyon Passage") Hoagy Carmichael, Jack Brooks                        | 16.11.1946            | 3      | 9  | Capitol 285      | Version des Stückes aus der Universal-Produktion Feuer am Horizont. |